# William Fichtner
William Edward Fichtner (East Meadow, 27 novembre 1956) è un attore statunitense.
Noto per ruoli secondari in grandi film hollywoodiani, ha preso parte a film di successo come Armageddon - Giudizio finale, Il cavaliere oscuro, Heat - La sfida e Pearl Harbor. Ha acquisito grande notorietà internazionale grazie alle serie tv Invasion e Prison Break.

## Biografia
William Fichtner nasce nella Mitchel Air Force Base di East Meadow nello stato di New York, da Patricia A. Fichtner (nata Steitz) e William E. Fichtner.
È cresciuto a Cheektowaga insieme alle sue quattro sorelle, una delle quali è diventata un colonnello della United States Air Force. Suo nipote Michael O'Mara era un membro della band Sleepaway.

### L'istruzione
Dopo essersi diplomato alla Maryvale High School, nel 1976 ottiene una laurea in Giustizia penale alla State University of New York di Farmingdale. Nel 1978 ha inoltre ottenuto un Bachelor of Arts in giustizia penale alla State University of New York di Brockport. Successivamente William decise di studiare alla Accademia americana di arti drammatiche di New York City. Ha deciso di iniziare gli studi di recitazione grazie a Don Harvey, con cui è amico da molto tempo e che lo ha fatto recitare nel suo primo spettacolo a Broadway. Il 18 maggio 2008 gli è stata conferita una laurea honoris causa in lettere dal Farmingdale State College.

### Carriera
La carriera di William Fichtner inizia nel 1987 nella soap opera Così gira il mondo nel ruolo di Josh Stricklyn. Ha alle sue spalle numerose partecipazioni a film e serie televisive. Tra i film in cui compare bisogna ricordare Contact, Heat - La sfida, Armageddon - Giudizio finale, Go - Una notte da dimenticare, Equilibrium, Black Hawk Down - Black Hawk abbattuto, La tempesta perfetta, L'altra sporca ultima meta, Crash - Contatto fisico (per cui ha vinto un Screen Actors Guild Outstanding Performance Award e un Best Acting Ensemble Award ai Broadcast Film Critics Choice), Ultraviolet e Il cavaliere oscuro, mentre tra le serie televisive bisogna citare Baywatch, Grace Under Fire, MDs e West Wing - Tutti gli uomini del Presidente. È principalmente un attore caratterista, ma ha ottenuto anche alcuni ruoli da protagonista, come nel film Passion of Mind in cui recita accanto a Demi Moore e Stellan Skarsgård.
Dal 2005 al 2006 è stato uno dei personaggi principali della serie televisiva Invasion nel ruolo dello sceriffo Tom Underlay. Dopo la cancellazione di Invasion è entrato a far parte del cast principale di Prison Break nel ruolo dell'agente dell'FBI Alexander Mahone. Recita in questa serie televisiva fino al 2009 anno della sua fine. Nel giugno 2009 è apparso come guest star nella serie televisiva Entourage nel ruolo del produttore Phil Yagoda. Nel 2011 ha recitato nel film Drive Angry diretto da Patrick Lussier. Nel 2013 viene scelto per interpretare il cattivo Shredder nel film Tartarughe Ninja, diretto da Jonathan Liebesman e in uscita nel 2014. Nel 2015 entra a far parte del cast di Mom di cui dalla quarta stagione diventa uno dei protagonisti, nel ruolo di Adam.
William Fichtner ha prestato la sua voce al personaggio di Ken Rosenberg nei videogiochi Grand Theft Auto: Vice City e Grand Theft Auto: San Andreas e ha anche doppiato Logan nel videogioco Turok. Ha anche doppiato il personaggio Sandman in Call of Duty: Modern Warfare 3.

## Filmografia

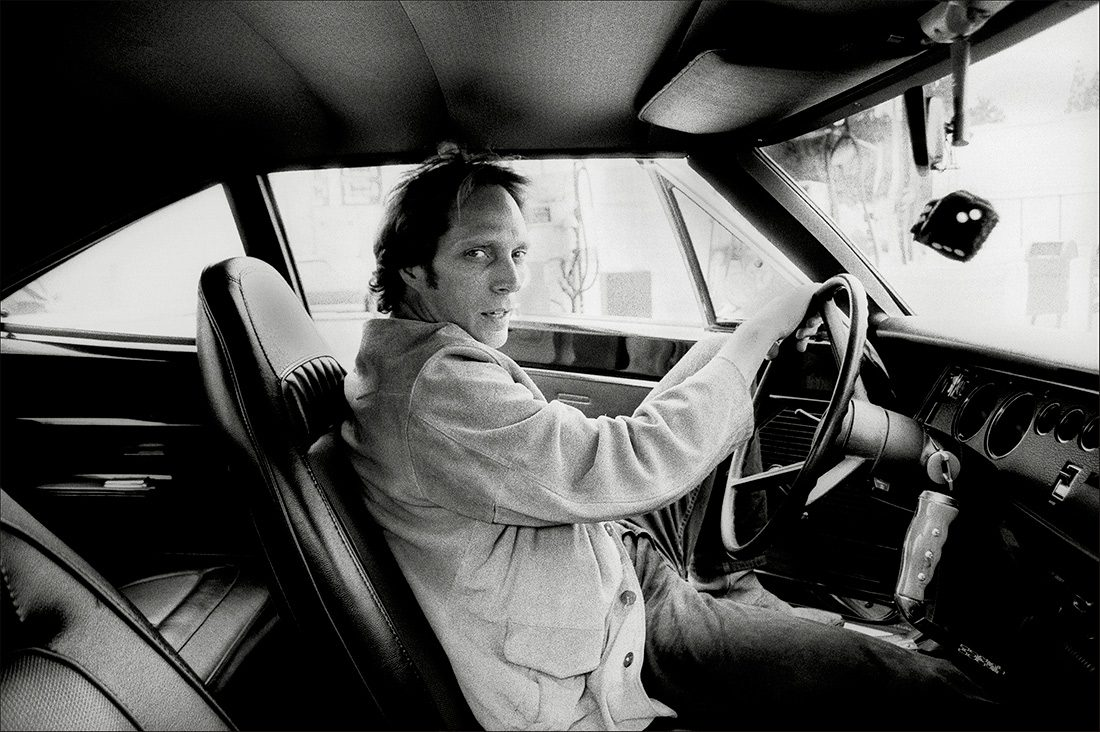
William Fichtner a Los Angeles nel 2003

### Attore

#### Cinema
- Virtuality (Virtuosity), regia di Brett Leonard (1995)
- Reckless, regia di Norman René (1995)
- Heat - La sfida (Heat), regia di Michael Mann (1995)
- Strange Days, regia di Kathryn Bigelow (1995)
- Torbide ossessioni (Underneath) di Steven Soderbergh (1995)
- Insoliti criminali (Albinio Alligator), regia di Kevin Spacey (1996)
- Linea di sangue (Switchback), regia di Jeb Stuart (1997)
- Contact, regia di Robert Zemeckis (1997)
- Armageddon - Giudizio finale (Armageddon), regia di Michael Bay (1998)
- Go - Una notte da dimenticare (Go), regia di Doug Liman (1999)
- Passion of Mind, regia di Alain Berliner (2000)
- Chi ha ucciso la signora Dearly? (Drowning Mona), regia di Nick Gomez (2000)
- La tempesta perfetta (The Perfect Storm), regia di Wolfgang Petersen (2000)
- Pearl Harbor, regia di Michael Bay (2001)
- Black Hawk Down - Black Hawk abbattuto, regia di Ridley Scott (2001)
- Lo scroccone e il ladro (What's the Worst That Could Happen?), regia di Sam Weisman (2001)
- Equilibrium, regia di Kurt Wimmer (2002)
- Crash - Contatto fisico (Crash), regia di Paul Haggis (2004)
- Kidnapped - Il rapimento (The Chumscrubber), regia di Arie Posin (2005)
- 9 vite da donna (Nine Lives), regia di Rodrigo García (2005)
- L'altra sporca ultima meta (The Longest Yard), regia di Peter Segal (2005)
- La banda del porno - Dilettanti allo sbaraglio! (The Moguls), regia di Michael Traeger (2005)
- Presagio finale - First Snow (First Snow), regia di Mark Fergus (2006)
- Ultraviolet, regia di Kurt Wimmer (2006)
- Blades of Glory - Due pattini per la gloria (Blades of Glory), regia di Will Speck e Josh Gordon (2007)
- Il cavaliere oscuro (The Dark Knight), regia di Christopher Nolan (2008)
- Notte folle a Manhattan (Date Night), regia di Shawn Levy (2010)
- The Big Bang, regia di Tony Krantz (2011)
- Drive Angry, regia di Patrick Lussier (2011)
- Code Name: Geronimo, regia di John Stockwell (2012)
- Wrong, regia di Quentin Dupieux (2012)
- The Lone Ranger, regia di Gore Verbinski (2013)
- Phantom, regia di Todd Robinson (2013)
- Elysium, regia di Neill Blomkamp (2013)
- Tartarughe Ninja (Teenage Mutant Ninja Turtles), regia di Jonathan Liebesman (2014)
- The Homesman, regia di Tommy Lee Jones (2014)
- Independence Day - Rigenerazione (Independence Day: Resurgence), regia di Roland Emmerich (2016)
- Krystal, regia di William H. Macy (2017)
- Hot Summer Nights, regia di Elijah Bynum (2017)
- The Neighbor, regia di Aaron Harvey (2017)
- 12 Soldiers (12 Strong), regia di Nicolai Fuglsig (2018)
- Traffik - In trappola (Traffik), regia di Deon Taylor (2018)
- C'era una volta Steve McQueen (Finding Steve McQueen), regia di Mark Steven Johnson (2019)
- Josie & Jack, regia di Sarah Lancaster (2019)
- Il divario (The Space Between), regia di Rachel Winter (2021)
- The Birthday Cake - Vendetta di famiglia (The Birthday Cake), regia di Jimmy Giannopoulos (2021)
- Hypnotic, regia di Robert Rodriguez (2023)
- French Girl, regia di James A. Woods e Nicolas Wright (2024)

#### Televisione
- Empire Falls - Le cascate del cuore (Empire Falls), regia di Fred Schepisi – miniserie TV (2005)
- Invasion – serie TV, 22 episodi (2005-2006)
- Prison Break – serie TV, 59 episodi (2006-2009)
- Prison Break: The Final Break, regia di Brad Turner e Kevin Hooks – film TV (2009)
- Entourage – serie TV, 13 episodi (2009-2011)
- Crossing Lines – serie TV, 22 episodi (2013-2014)
- Empire – serie TV, 4 episodi (2015-2016)
- Mom – serie TV, 85 episodi (2016-2021)
- Shooter – serie TV, episodio 1x06 (2016)
- O.G. - Original Gangster (O.G.), regia di Madeleine Sackler - film TV (2018)
- Veep - Vicepresidente Incompetente (Veep) – serie TV, episodio 7x02 (2019)
- Corporate – serie TV, episodio 3x05 (2020)
- Joe vs. Carole – miniserie TV, 2 puntate (2022)

### Doppiatore
- Grand Theft Auto: Vice City (2002)
- Grand Theft Auto: San Andreas (2004)
- Mr. & Mrs. Smith, regia di Doug Liman (2005)
- Turok (2008)
- Call of Duty: Modern Warfare 3 (2011)

## Doppiatori italiani
Nelle versioni in italiano delle opere in cui ha recitato, William Fichtner è stato doppiato da:
- Angelo Maggi in Passion of Mind, Notte folle a Manhattan, Drive Angry, Independence Day - Rigenerazione, 12 Soldiers
- Antonio Palumbo in Armageddon - Giudizio finale, Invasion, Mom, C'era una volta Steve McQueen
- Christian Iansante in Baywatch, Equilibrium, The Big Bang, Elysium
- Francesco Prando in Strange Days, Crossing Lines, O.G. - Original Gangster, Hypnotic
- Teo Bellia in Kidnapped - Il rapimento, Empire Falls - Le cascate del cuore, Presagio finale - First Snow
- Luca Ward in Prison Break (st. 2-3), Tartarughe Ninja
- Loris Loddi in Blades of Glory - Due pattini per la gloria, French Girl
- Fabrizio Pucci in Prison Break (st. 4), Prison Break - The Final Break
- Massimo De Ambrosis in Contact, Black Hawk Down - Black Hawk abbattuto
- Riccardo Rossi ne La tempesta perfetta, Ultraviolet
- Nino Prester in Insoliti criminali, Go - Una notte da dimenticare
- Roberto Chevalier in Heat - La sfida, Empire
- Sandro Acerbo in Crash - Contatto fisico
- Massimo Lodolo in L'altra sporca ultima meta
- Simone Mori ne Il cavaliere oscuro
- Alberto Bognanni in Entourage
- Sergio Di Stefano ne Lo scroccone e il ladro
- Angelo Nicotra in Pearl Harbor
- Maurizio Reti in Linea di sangue
- Lorenzo Scattorin ne La banda del porno - Dilettanti allo sbaraglio
- Giorgio Bonino in Code Name: Geronimo
- Rodolfo Bianchi in The Lone Ranger
- Luca Biagini in Shooter
- Alberto Caneva in Traffik - In trappola

Da doppiatore è sostituito da:
- Romano Malaspina in Mr. & Mrs. Smith
- Claudio Colombo in Turok
- Claudio Ridolfo in Call of Duty: Modern Warfare 3